# 王國相 (明朝)
王國相（1581年—1641年），字忠盟、又字思忠，别號翼明，陕西西安府高陵縣人，明朝政治人物。

## 生平
万历三十四年（1606年）丙午陕西鄉試第九名舉人，萬曆三十五年（1607年）聯捷丁未科會試第二百九十九名，廷试三甲四十七名進士，除寿光县知县。擢户部主事，天启二年（1622年）丁内艱，服闋，補工部營繕司郎中。辛酉，丁外艱，服闋，分宪潞州。升貴州左布政、山西左布政。生於萬曆九年辛巳（1581）十二月二十六日巳時，卒於崇禎十四年辛巳（1641）六月三十日辰時，享寿六十有一。

## 家族
先世为山西洪洞人。曾祖王文智。祖王仲宪。父王訓，号伊菴，贈工部營繕司郎中。前母李氏、母田氏，贈宜人。妻亢氏，贈宜人，繼娶安氏，封宜人。